# Jordi Meeus
Jordi Meeus (Lommel, 1 juli 1998) is een Belgisch wegwielrenner die vanaf 2021 rijdt voor BORA-hansgrohe. Meeus won in 2018 de Gooikse Pijl. Zijn grootste zege haalde hij in de slotetappe van de Ronde van Frankrijk in 2023.

## Overwinningen

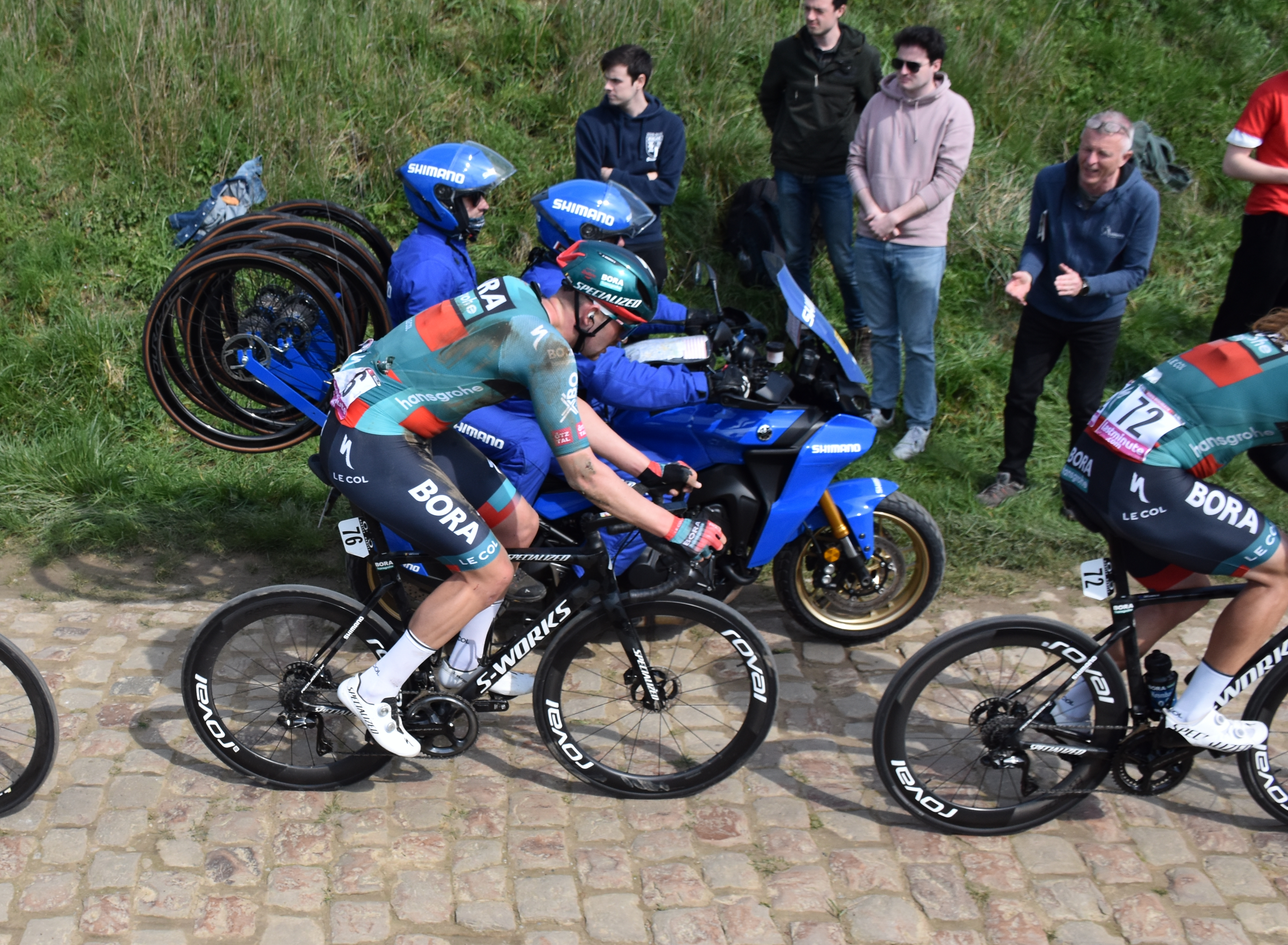
Paris-Roubaix 2023 - Secteur pavé de Quiévy à Saint-Python - N° 76 Jordi Meeus.

2018
Gooikse Pijl
2020
Wanzeel Koerse
2e en 3e etappe Ronde van Tsjechië
Puntenklassement Ronde van Tsjechië
6e etappe Ronde van Italië voor beloften
Belgisch kampioenschap op de weg, beloften
2021
2e etappe Ronde van Hongarije
Parijs-Bourges
2022
5e etappe Ronde van Groot-Brittannië
Primus Classic
2023
Circuit de Wallonie
21e etappe Ronde van Frankrijk
2024
3e etappe Ronde van Noorwegen
 BK op de weg, elite
1e etappe Ronde van Wallonië
2025
3e etappe Ronde van de Algarve
Puntenklassement Ronde van de Algarve
6e etappe Ronde van Zwitserland
Copenhagen Sprint

## Resultaten in voornaamste wedstrijden
| Jaar | Ronde van Italië | Ronde van Frankrijk | Ronde van Spanje |
| ---- | ---------------- | ------------------- | ---------------- |
| 2021 |                  |                     | 139e             |
| 2022 |                  |                     |                  |
| 2023 |                  | 139e (1)            |                  |
| 2024 |                  |                     |                  |
| 2025 |                  | 158e                |                  |

| Jaar | Gent-Wevelgem | Ronde van Vlaanderen | Parijs-Roubaix | Scheldeprijs | Parijs-Tours | Kuurne-Brussel-Kuurne |
| ---- | ------------- | -------------------- | -------------- | ------------ | ------------ | --------------------- |
| 2021 |               |                      | 89e            |              | 36e          | 82e                   |
| 2022 | opgave        | opgave               | 14e            | 12e          | opgave       | 122e                  |
| 2023 | opgave        | opgave               | 112e           | 15e          | 49e          | 8e                    |
| 2024 | ↑             | opgave               | 8e             |              |              | 12e                   |
| 2025 | 9e            |                      | 53e            |              |              | 11e                   |

## Ploegen
- 2017 –  SEG Racing Academy (Stagiair)
- 2018 –  SEG Racing Academy
- 2019 –  SEG Racing Academy
- 2020 –  SEG Racing Academy
- 2021 –  BORA-hansgrohe
- 2022 –  BORA-hansgrohe
- 2023 –  BORA-hansgrohe
- 2024 –  BORA-hansgrohe
- 2025 –  Red Bull-BORA-hansgrohe

## Trivia
Meeus' vader Jimmy was in de jaren '80 en '90 profvoetballer. Hij speelde onder meer bij Racing Genk.